# Aeroportul Bhavnagar
Aeroportul Bhavnagar (IATA: BHU, ICAO: VABV) este un aeroport din Gujarat, India ce deservește zona Bhavnagar⁠(d). Aeroportul a fost tranzitat în decembrie 2022 de 7.039 de pasageri. A fost numit după zona deservită.
Situat la o altitudine de 6 m, aeroportul dispune de o singură pistă. Este operat de Airports Authority of India⁠(d).